# 諾斯菲爾德村 (印地安納州)
諾斯菲爾德村（英語：Northfield Village）是位於美國印地安納州布恩縣的一個非建制地區。該地的面積和人口皆未知。

## 地理
諾斯菲爾德村的座標為40°03′42″N 86°28′40″W / 40.06167°N 86.47778°W，而該地的平均海拔高度為283米（即928英尺）。